# Шамшурин, Юрий Иванович
Юрий Иванович Шамшурин (1921—1973) — советский писатель, член Союза писателей СССР с 1954 года.

## Биография
Родился 18 января 1921 года в городе Черемхово Иркутской области. В 1934 году его семья приехала в якутское село Амга, куда его отец получил направление после окончания Томского медицинского института.
Участник Великой Отечественной войны. Был разведчиком 1250-го стрелкового полка 376-й стрелковой дивизии на Волховском фронте. После войны учился в Якутском педагогическом институте (ныне Северо-Восточный федеральный университет имени М. К. Аммосова). Трудовую деятельность начал в Заполярье, на Быковском рыбном заводе.
Юрий Шамшурин работал инструктором Якутского обкома ВЛКСМ, собственным корреспондентом газет «Социалистическая Якутия» и «Молодёжь Якутии», редактором Якутского комитета радиовещания, редактором журнала «Полярная звезда».
Автор ряда книг прозы. В 1951 году в Якутске был издан сборник его рассказов из жизни советского Заполярья «Свет над ярангами». В творчестве Юрия Шамшурина большое место занимает жизнь эвенов, эвенков, чукчей и якутов. Широкую известность принёс писателю его роман «Счастье в твоих руках» из жизни геологов Якутии. Его произведения издавались в Чехословакии, Англии, Франции, Индии, Бирме, Индонезии. Также он занимался переводом на русский язык книг якутских писателей Н. Е. Мординова, С. П. Данилова, В. А. Протодьяконова.
Занимался общественной деятельностью — избирался депутатом Верховного Совета Якутской АССР. Был награждён орденом «Знак Почёта», медалью «За трудовое отличие» (15 января 1958) и медалями, в числе которых «За боевые заслуги».
Умер 27 февраля 1973 года в Москве, похоронен в Якутске.
В апреле 2021 года в Литературном музее им. П. А. Ойунского проводилось мероприятие, посвященное 100-летию Ю. И. Шамшурина.